# Wolfpack (groupe belge)
Pour les articles homonymes, voir Wolfpack (groupe).
Wolfpack est un duo belge de musique électronique, originaire de Willebroeck, en Région flamande. Formé en 2011, il est composé de deux DJ et producteurs, Steve Braet et Ruben Khaza.

## Biographie
Très proches de Dimitri Vegas & Like Mike, Steve Braet et Ruben Khaza sont originaires de Willebroeck, tout comme le duo. Apprécié pour leur style electro house, le groupe sorti tous leurs singles sur le label Smash the House (sous-label de Spinnin' Records).
Formé en 2011, le duo atteint à deux reprises la 1re place du top 100 établi par Beatport : Turn it Up (avec Dimitri Vegas & Like Mike, GTA) et Ocarina (avec Dimitri Vegas & Like Mike).
Nervo, DVBBS et Steve Aoki sont remixés par le duo. Aujourd'hui moins remarqués, leur dernière collaboration avec Fatman Scoop eut moins de succès que leurs précédents singles. Ils participent à Tomorrowland Brésil en 2015.

## Discographie

### Singles et EP
- 2012 : Rising Moon (Smash the House)
- 2013 : Miracle (Dimitri Vegas & Like Mike Remix) (Smash the House)
- 2013 : Turn It Up (avec Dimitri Vegas & Like Mike, GTA) (Musical Freedom)
- 2013 : Ocarina (The TomorrowWorld Anthem) (avec Dimitri Vegas & Like Mike) (Smash the House)
- 2014 : H.A.M. (avec Ale Mora) (Smash the House)
- 2014 : Jump (avec Bobby Puma) (Smash the House)
- 2014 : Sirens (Dim Mak Records)
- 2014 : We Are One (avec We Are Loud) (Smash the House)
- 2014 : What Does this Button Do (avec Aarow) (Smash the House)
- 2015 : Drop the Smiley (feat. Fatman Scoop & Funk D) (Smash the House)
- 2016 : Phatt Bass 2016 (avec Warp Brothers) (Smash the House)

### Remixes et edits
- 2012 : Ginuwine, Timbaland, Missy Elliott - Get Involved (Wolfpack Remix) (Smash the House)
- 2012 : Regi, Dimitri Vegas & Like Mike - Momentum (Yves V & Wolfpack Remix) (Smash the House)
- 2013 : Dimitri Vegas & Like Mike, Steve Aoki, Angger Dimas - Phat Brahms (Wolfpack Remix) (Dim Mak Records)
- 2013 : Nicolaz, Angelika Vee - Riot (Wolfpack Remix) (Wooha!)
- 2013 : ROHMIR - Seal Me (WolfPack Remix) (WolfPack Remix) (RBMC Music)
- 2014 : Flo Rida - How I Feel (Wolfpack Instrumental Mix) (Poe Boy/Atlantic)
- 2015 : Dimitri Vegas & Like Mike - Wakanda (Wolfpack Remix) (Musicheads Electro)
- 2015 : Nervo - It Feels (Wolfpack Remix) (Ultra)
- 2015 : DVBBS - White Clouds (Wolfpack Remix) (Spinnin' Remixes)